# چاه خاصه
چاه خاصه روستایی در دهستان شاندیز بخش شاندیز شهرستان بینالود استان خراسان رضوی ایران است.

## جمعیت
بر پایه سرشماری عمومی نفوس و مسکن در سال ۱۳۹۵ جمعیت این روستا ۸۷۵ نفر (در ۲۶۶ خانوار) بوده است.